# Méry-sur-Oise
Méry-sur-Oise ist eine französische Gemeinde im Département Val-d’Oise der Region Île-de-France an der Oise. Sie hat 10.015 Einwohner (Stand 1. Januar 2022). Der Ort besitzt einen kleinen Hafen am Ufer der Oise und ist für sein Schloss bekannt.
Erwerbsquellen sind die in ehemaligen Steinbrüchen angesiedelte Champignonzucht, Baum- und Blumenzucht sowie Gemüseanbau. Erwähnenswert ist eine ultramoderne Anlage zur Wasseraufbereitung.

## Geschichte
Méry-sur-Oise wurde als Madriacus erstmals in einer Charta aus dem 9. Jahrhundert im Zusammenhang mit den Klosterbrüdern von Saint-Denis erwähnt, gehörte später Henry de Milly und kam im Jahr 1357 durch Kauf in den Besitz von König Karls des Weisen Berater Pierre d’Orgemont. Dessen Nachfahren besaßen Schloss und Domäne bis zum Jahr 1975.

## Sehenswürdigkeiten
Das Schloss Méry-sur-Oise (16. Jahrhundert, im 17./18. Jahrhundert umgebaut) entstand am Standort der ehemaligen Priorei der Abtei Saint-Denis und besitzt einen weitläufigen französischen Garten.
Die Kirche St. Denis (15./16. Jahrhundert) besitzt einen schönen steinernen Taufstein aus dem 13. Jahrhundert.
Sehenswert ist ebenfalls das im Schloss untergebrachte Musée de l'Eau.
Siehe auch: Liste der Monuments historiques in Méry-sur-Oise